# Turmhügel Otterskirchen
Der Turmhügel Otterskirchen ist eine abgegangene mittelalterliche Wasserburg vom Typus einer Turmhügelburg (Motte) auf 390 m ü. NHN in Otterskirchen, einem Ortsteil der Gemeinde Windorf im Landkreis Passau in Bayern. Über diese Burg sind keine geschichtlichen oder archäologischen Informationen bekannt. Sie wird grob als mittelalterlich datiert. Die Stelle ist als Bodendenkmal Nummer D-2-7345-0033 „Verebneter mittelalterlicher Turmhügel“ geschützt.

## Beschreibung
Die Burgstelle liegt am Westrand von Otterskirchen im Bereich zwischen der Hofmark-, der Baderstraße sowie der Kreisstraße St 2318 an einem kurzen, von Osten bzw. von Otterskirchen kommenden Seitental des Deichselbergbaches, der nördlich am Ebersberg entspringt, und nach kurzen Lauf in die Donau mündet. Der Turmhügel ist heute fast völlig eingeebnet. Der nur noch sehr flach erhaltene Überrest des Hügels war früher von einem angestauten Wassergraben umgeben, ein Dammriegel ist unterhalb der Burgstelle noch zu erkennen.